# Хигасикагава
Хигасикагава (яп. 東かがわ市 Хигасикагава-си) — город в Японии, находящийся в префектуре Кагава. Площадь города составляет 153,35 км², население — 31 656 человек (1 августа 2014), плотность населения — 206,43 чел./км².

## Географическое положение
Город расположен на острове Сикоку в префектуре Кагава региона Сикоку. С ним граничат города Сануки, Наруто, Ава и посёлки Итано, Камиита.

## Население
Население города составляет 31 656 человек (1 августа 2014), а плотность — 206,43 чел./км². Изменение численности населения с 1980 по 2005 годы:
| 1980 | 43 110 чел. |  |
| 1985 | 42 446 чел. |  |
| 1990 | 40 875 чел. |  |
| 1995 | 39 226 чел. |  |
| 2000 | 37 760 чел. |  |
| 2005 | 35 929 чел. |  |